# Tórshavnar kommuna
De gemeente Tórshavn of in het Faeröers Tórshavnar kommuna is de grootste gemeente van de Faeröer, zowel naar oppervlakte als naar inwonersaantal. De gemeente werd in 1866 gesticht, hierdoor werd de stad Tórshavn officieel als hoofdstad aangenomen. Naast de hoofdstad Tórshavn en de voorsteden Argir in het zuiden en Hoyvík in het noorden, omvat de gemeente ook nog de plaatsen Norðradalur en Syðradalur in het westen; Hvítanes, Sund, Kaldbaksbotnur, Kaldbak en Kollafjørður in het noordoosten en de Deense militaire basis Mjørkadalur in de Bergen. Op 1 januari 2005 smolt de gemeente samen met Hestur (met Koltur), Kirkjubøur (met Velbastaður) en Nólsoy.